# Catepsina
Les catepsines són proteïnes amb activitat proteolítica (enzims), es troben en teixits animals, catalitzen la hidròlisi de proteïnes a polipèptids. Es troben en molts tipus de cèl·lules, incloent-hi totes les cèl·lules d'animals. Hi ha almenys una dotzena de membres d'aquesta família d'enzims, que es diferencien entre si per la seva estructura i pel tipus de proteïna que ataquen. La majoria s'activen al pH àcid que hi ha a l'interior dels lisosomes, pel que la seva activitat sol donar-se a l'interior d'aquests orgànuls. Hi ha, però, excepcions com la catepsina K, que funciona extracel·lularment després de la secreció per osteoclasts en la reabsorció òssia. Les catepsines tenen un paper vital en la renovació cel·lular dels mamífers.